# Collyris longicollis
Collyris longicollis (лат.) — вид жуков-скакунов рода Collyris из подсемейства Cicindelinae (триба Collyridini). Юго-Восточная Азия.

## Распространение
Встречаются в Юго-Восточной Азии: Индия, Непал.

## Описание
Жуки-скакуны среднего и крупного размера с крупными глазами (17-25 мм). Окраска синяя или тёмно-синяя, с очень ярким дном ямок скульптуры надкрылий; верхняя губа с 5 медиальными зубцами почти одинаковой формы, отделенными от боковых зубцов глубокими выемками, у самца жёлтая, у самки тёмно-коричневая; щупики у самца тёмно-жёлтые, у самки коричневые, предпоследний членик верхней челюсти длинный и тонкий, последний короткий и шаровидный; переднеспинка относительно короткая, с широким основанием, сильно сокращена к шейке, узкая и хорошо выраженная, сверху явно исчерченная, при взгляде сбоку выпуклая.
Тело тонкое стройное, ноги длинные. Верхняя губа трапециевидной формы с 7 зубцами, 2 крайние отделены от центральной группы глубокой выемкой. Переднеспинка удлинённая. Надкрылья узкие. Задние крылья развиты, при опасности взлетают. Обитают на стволах деревьев и кустарников. Биология и жизненный цикл малоизучены.

## Классификация
Вид был впервые описан в 1787 году под названием Cicindela longicollis Fabricius, 1787. В 1801 году был включён в состав рода Collyris в качестве типового вида. Валидный статус подтверждён в ходе ревизии, проведённой в 1994 году французским энтомологом Roger Naviaux (1926–2016).